# Rapisarda (cognome)
Rapisarda è un cognome di lingua italiana.

## Varianti
Rapisardi, Rapisardo.

## Origine e diffusione
Cognome tipicamente meridionale, è presente prevalentemente in Campania, Calabria, Sicilia e Salento.
Potrebbe derivare da un termine meridionale dal significato di "rubare sarde", cioè oggetti di poco valore.

## Persone
- Attilio Rapisarda (1882-1965) – attore italiano
- Emanuele Rapisarda (1900-1989) – latinista e docente italiano
- Enzo Rapisarda (1967) – attore, regista e drammaturgo italiano